# Spančevac
Spančevac (cyr. Спанчевац) – wieś w Serbii, w okręgu pczyńskim, w gminie Bujanovac. W 2002 roku liczyła 533 mieszkańców.